# Chacra
Pour l’article ayant un titre homophone, voir Chakra.
Chacra est un terme espagnol emprunté au quechua chakra, qui signifie « ferme, champ agricole, terre ensemencée »,,, pour désigner les exploitations foncières généralement situées dans les périphéries urbaines de l'Amérique hispanique, qui produisaient des denrées alimentaires pour approvisionner les villes. Le terme désigne généralement des exploitations situées sur des terres agricoles communes dans diverses régions d'Amérique latine. Il est entré en usage dans la vice-royauté du Pérou et le terme équivalent dans les Antilles est conuco.

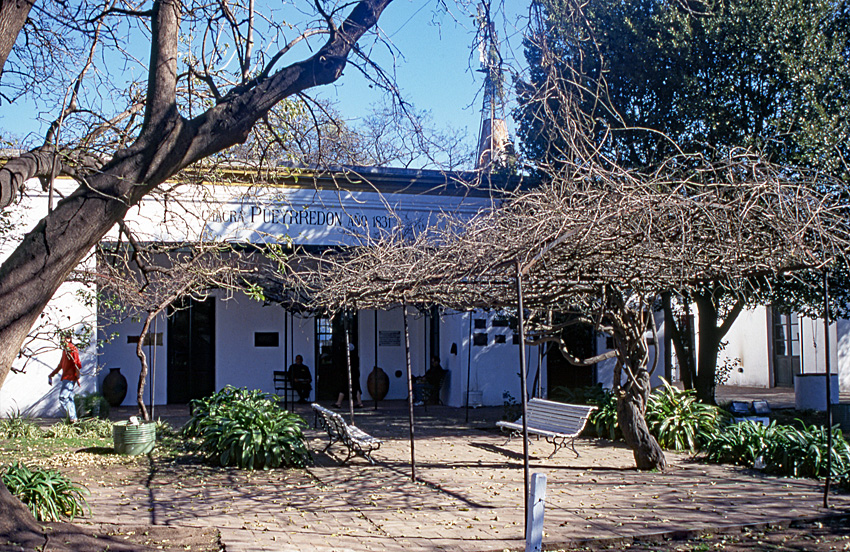
Chacra Pueyrredon, lieu de naissance de José Hernández, auteur de Martín Fierro.

Elles se distinguent généralement des estancias et des haciendas par leur taille, mais aussi par le type de production et le marché visé. Aujourd'hui, les chacras sont aussi fréquemment utilisées pour l'horticulture.
Le mot portugais chácara, couramment utilisé au Brésil pour désigner une petite ferme, a la même origine.